# Bembidion fulgens
Bembidion fulgens är en skalbaggsart som först beskrevs av Sharp 1903.  Bembidion fulgens ingår i släktet Bembidion och familjen jordlöpare. Inga underarter finns listade i Catalogue of Life.